# Dolnje Prapreče
Dolnje Prapreče – wieś w Słowenii, w gminie Trebnje. W 2018 roku liczyła 60 mieszkańców.